# Веніславський Федір Володимирович
Фе́дір Володи́мирович Венісла́вський (нар. 16 травня 1969, смт Олика, Ківерцівський район, Волинська область) — викладач кафедри конституційного права України Національного юридичного університету імені Ярослава Мудрого. Кандидат юридичних наук, доцент. Фахівець у галузі державотворення та прав людини. Очолював Харківську громадську Люстраційну палату.
Представник Президента України Володимира Зеленського у Конституційному Суді України (3 червня 2019 — 12 вересня 2022). Представник Президента України у Верховній Раді України (12 вересня 2022 — 7 грудня 2023).

## Життєпис
Народився у сім'ї селянина.

### Освіта
З 1976 по 1986 рр. навчався в Олицькій середній школі, яку закінчив зі срібною медаллю. У 1989 р. вступив до Харківського юридичного інституту, у 1994 р. закінчив з відзнакою Українську державну юридичну академію та вступив до аспірантури Української державної юридичної академії на кафедру конституційного права України.

### Професійна та наукова діяльність
Трудову діяльність розпочав у 1986 р. робітником будівельної бригади колгоспу ім. Леніна (смт Олика).
З 1987 по 1989 рр. проходив військову службу в радянській армії, звільнився в званні сержанта.
У 1997 р. закінчив аспірантуру, за направленням працював асистентом кафедри конституційного права України Національної юридичної академії України імені Ярослава Мудрого.
У 2000 р. захистив дисертацію на здобуття наукового ступеня кандидата юридичних наук. Тема дисертації «Конституційні основи взаємовідносин законодавчої та виконавчої влади в Україні».
У 2003 р. призначений на посаду доцента кафедри конституційного права України.
Автор і співавтор більш як 100 наукових, науково-методичних, науково-публіцистичних робіт з проблем організації та функціонування органів державної влади в Україні, забезпечення прав та свобод людини і громадянина.
Брав участь у законопроєктній роботі; готував висновки за справами, що перебувають у провадженні Конституційного Суду України.
У 2001 р. за контрактом з Міністерством юстиції України проводив дослідження правової системи України на замовлення Світового банку.
У 2004 р. за спільним замовленням Міністерства юстиції Канади і Міністерства юстиції України досліджував причини корупції в Україні в межах проєкту сприяння доброчесності в державному секторі.
У 2014 р. проводив дослідження якості судових рішень за результатами розгляду виборчих спорів судами України.
Брав участь у робочій групі з доопрацювання проєкту Закону України «Про очищення влади».
Від імені правозахисних організацій неодноразово відстоював права людини в судах, надавав безплатні юридичні консультації соціально незахищеним верствам населення.

### Політична діяльність
2014 р. — на виборах до Верховної Ради — кандидат в народні депутати від одномандатного мажоритарного округу № 23 (Волинська область). Самовисуванець. Позапартійний.
У червні 2019 року виступав як представник Президента України в Конституційному суді в судовому процесі щодо конституційності Указу президента з приводу дострокового припинення повноважень Верховної Ради
Член Комісії з питань правової реформи з 7 серпня 2019.
На позачергових парламентських виборах 2019 року обраний народним депутатом від партії «Слуга народу», бувши № 88 у списку. Позапартійний. Член Комітету Верховної Ради з питань національної безпеки, оборони та розвідки.

## Сім'я
Одружений, має двох синів.

### Декларація
- Е-декларація [Архівовано 12 листопада 2021 у Wayback Machine.]